# Kukulcán

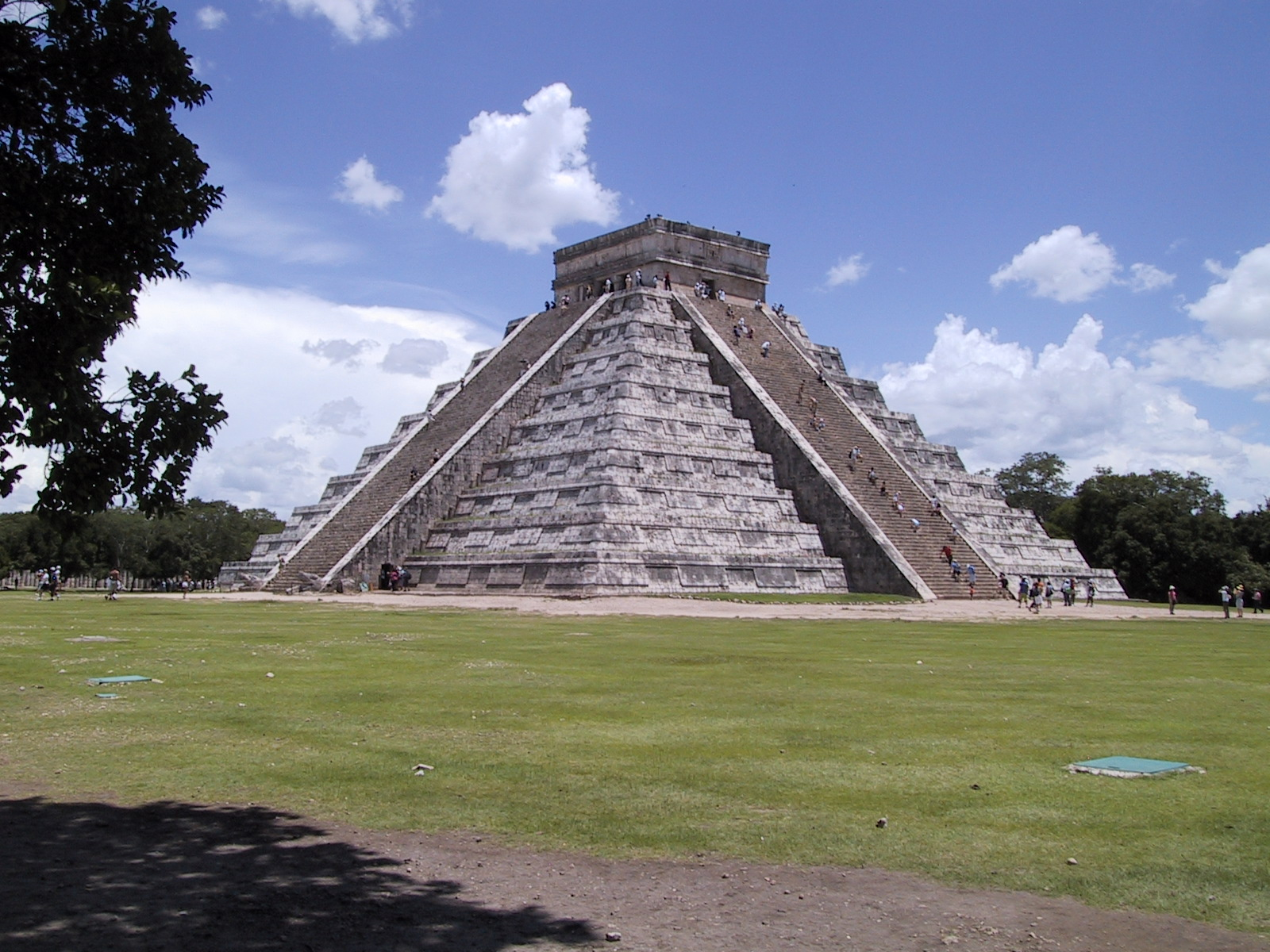
Templo maia de Kukulkán.

Kukulkán era a versão maia do deus asteca Quetzalcóatl, a serpente emplumada.
Para os maias "kukul" significa sagrado ou divino e "kan" significa serpente.
Para alguns pesquisadores este deus provém da cultura Tolteca, ou ainda dos Olmecas.
Em todo caso sua origem é muito anterior aos maias e está presente em toda a América Central.
Entre os restos arqueológicos de Chichen Itza é possível observá-lo como uma serpente que desce nos vértices do edifício em forma de colunas de ar durante os dois equinócios. Foi uma deidade rapidamente assimilada pela aristocracia, apesar de que tenha se incorporado ao panteão maia em uma época tardia. Aparece como uma das divindades criadoras, sob o nome de "Gukumatz", e como deidade dos ventos com o nome de Ehecatl na esteira 19 de Ceibal. Em Chichen Itza foi conhecido como o "Estrela D'alva". Alcançou especial transcendência na península de Yucatán, onde seu nome foi utilizado por muitos governantes para legitimar seus poderes e alcançar maior prestígio.
Quanto a suas diferenças com relação a Quetzalcóatl, parece que muitas delas se deviam às diferenças climáticas entre ambas regiões. Para os Astecas, Quetzalcoatl não só era o Senhor do Sol, mas o próprio Deus-Sol do país. Kukulkán, além disso, tem também atributos de um Deus-Trovão. No clima tropical de Yucatán e da Guatemala, o Sol ao meio-dia parece desenhar as nuvens de seu ao redor com formas serpenteantes; destas emanam o trovão, a luz e a chuva, por isso Kukulkán pareceria haver atraído aos maias mais como um deus do céu que como um deus da própria atmosfera, apesar de que muitas vezes as esteiras do Yucatán representem a Kukulkán com o ar saindo de sua boca, como muitas representações mexicanas de Quetzalcoatl.
É a deidade que mais freqüentemente aparece nos manuscritos do Códice de Dresden, entre outros. Tem o nariz comprido e truncado, como o de um tapir, e em sua figura se encontram todos e cada um dos signos dos deuses dos elementos. Caminha sobre a água, maneja tochas ardentes e se senta na árvore cruciforme dos quatro ventos que com tanta freqüência aparece nos mitos americanos. Evidentemente é um deus do cultivo e herói, já que é representado plantando milho, levando ferramentas e continuando uma viagem, feito com que estabelece sua conexão solar.
Segundo as crônicas maias, Kukulkán, da mesma forma que Quetzalcóatl, é o conquistador que chegou em Yucatán pelo mar desde o Oeste, para finais do século XV, e se transformou em caudilho e fundador de sua civilização. Da fusão dos dois mitos, Kukulkán aparece como o senhor do vento porque rege e governa a nave que lhe conduziu a Yucatán e ao povo que fundou.